# Tattoo (singel)
Tattoo – pierwszy singel zwyciężczyni 6. sezonu amerykańskiego Idola, Jordin Sparks, z jej debiutanckiego albumu zatytułowanego jej personaliami.
Piosenkę wyprodukował zespół producencki Stargate, który ma na koncie współpracę z takimi artystami jak Ne-Yo czy Beyoncé Knowles, a napisana została przez Amandę Ghost oraz Iana Dencha. Mimo iż oficjalna data wydania to 27 września 2007 roku, utwór wyciekł do internetu już 23 września.

## Spis utworów
Singel amerykański
1. „Tattoo” (Main) – 3:53
2. „Tattoo” (Instrumental) – 3:52
3. „Tattoo” (Acappella) – 3:37
4. „Tattoo” (Acoustic) – 3:49

Remiksy singla
1. „Tattoo” (Jason Nevins Extended Remix) – 7:12
2. „Tattoo” (Doug Grayson Remix) – 4:44
3. „Tattoo” (Future Presidents Remix) – 5:05
4. „Tattoo” (Future Presidents Dub) – 4:51
5. „Tattoo” (Tonal Remix) – 4:46

Niemiecki Maxi CD
1. „Tattoo” (Main Version)
2. „Tattoo” (Jason Nevins Remix) (Radio Edit)
3. „Tattoo” (Future Presidents Remix) (Radio Edit)
4. „Tattoo” (Tonal Remix) (Radio Edit)
5. „Tattoo” (Teledysk)

## Historia wydania
| Region            | Data                 | Wytwórnia | Format                               |
| ----------------- | -------------------- | --------- | ------------------------------------ |
| Stany Zjednoczone | 25 września 2007     |           |                                      |
| Kanada            | 25 września 2007     |           |                                      |
| Australia         | 10 marca 2008        |           |                                      |
| Wielka Brytania   | 24 marca 2008        | Sony BMG  | digital download                     |
| Wielka Brytania   | 20 października 2008 | Sony BMG  | digital re-release                   |
| Niemcy            | 17 października 2008 | Sony BMG  | digital download, singel CD, Maxi CD |
| Włochy            | styczeń 2009         |           | digital download                     |